# Franz Diehm
Jakob Konrad Franz Theodor Diehm (* 9. Mai 1815 in Lauterbach; † 14. Oktober 1886 ebenda) war ein hessischer Fabrikant und Politiker und Abgeordneter der 2. Kammer der Landstände des Großherzogtums Hessen.
Franz Diehm war der Sohn des Handelsmanns Jakob Heinrich Diehm und dessen Ehefrau Katharina Margaretha, geborene Papst. Diehm, der evangelischen Glaubens war, war Fabrikant in Lauterbach und heiratete Wilhelmine geborene Lerch.
Von 1849 bis 1850 gehörte er der Zweiten Kammer der Landstände an. Er wurde für den Wahlbezirk Oberhessen 7/Lauterbach gewählt.